# No One (Maja Keuc-dal)
A No One (eredetileg szlovénül Vanilija, magyarul: Senki) című dal Szlovéniát képviselte a 2011-es Eurovíziós Dalfesztiválon. A dalt a szlovén Maja Keuc adta elő angol nyelven.
A dal a 2011. február 27-én rendezett szlovén nemzeti döntőben nyerte el az indulás jogát, ahol Vanilija címmel, szlovén nyelven adták elő. A döntő két részből állt: az első körben egy háromtagú zsűri pontjai alapján a tízfős mezőnyből kettő dal jutott tovább a szuperdöntőbe, ahol a nézők telefonos szavazatai alapján dőlt el a nyertes kiléte. A végső szavazáson a dal 28 908 szavazatot kapott, míg a második helyezett April "Ladadidej" című dala 11 993-at.
Az Eurovíziós Dalfesztiválon a dalt először a május 12-én rendezett második elődöntőben adták elő, a fellépési sorrendben tizenharmadikként, az izraeli Dana International Ding Dong című dala után, és a román Hotel FM együttes Change című dala előtt. Az elődöntőben 112 ponttal a harmadik helyen végzett, így továbbjutott a május 14-i döntőbe. Szlovéniának 2007 után ez másodszor sikerült.
A május 14-i döntőben a fellépési sorrendben huszadikként adták elő, az azeri Ell és Nikki Running Scared című dala után és az izlandi Sjonni’s Friends Coming Home című dala előtt. A szavazás során 96 pontot szerzett, két országtól (Bosznia-Hercegovina, Horvátország) begyűjtve a maximális 12 pontot. Ez a tizenharmadik helyet jelentette a huszonöt fős mezőnyben.
A következő szlovén induló Eva Boto Verjamem című dala volt a 2012-es Eurovíziós Dalfesztiválon.